# Pusaeus
(Flavius) Pusaeus (altgriechisch Pusaios; † vor 486) war ein spätantiker oströmischer Politiker im 5. Jahrhundert.
Pusaeus war in den Jahren 465 und 467 Prätorianerpräfekt des Ostens (praefectus praetorio Orientis) unter Kaiser Leo I. Er spielte eine bedeutende Rolle bei der Verstärkung der Theodosianischen Mauern von Konstantinopel. Eine Inschrift lobt ihn für seine Arbeit an den Mauern, vermutlich in seiner Funktion als Prätorianerpräfekt, und vergleicht ihn mit dem „großen Anthemius“ (Pusaeus magno non minor Anthemio), womit wahrscheinlich Kaiser Anthemius gemeint ist. Außerdem richtete er während seiner ersten Präfektur über den Sophisten und quaestor sacri palatii Isokasios. Im Jahr 467 war er gemeinsam mit Iohannes Konsul. 473 war er zum zweiten Mal Prätorianerpräfekt.